# Skillet
Skillet is een Amerikaanse christelijke rockband uit Memphis.

## Geschiedenis
Na een gezamenlijke tournee en een gezamenlijk uitgebrachte plaat besloten John Cooper en Ken Steorts in 1996 de band Skillet op te richten. Aangemoedigd door hun toenmalige voorganger besloten de twee, na het uiteenvallen van hun eerdere bands, samen verder te gaan onder de naam Skillet, wat in het Engels koekenpan betekent. De naam was gebaseerd op het idee dat hun samenwerking een beetje was als "alles samengooien in een koekenpan en dan kijken wat ervan zou komen". 
De band, die zeven albums heeft uitgebracht, speelt voornamelijk rock, waaronder alternatieve rock, industrial rock, christelijke rock en hardrock. De christelijke identiteit van de band komt in de teksten van de nummers naar voren.

## Samenstelling
Met de jaren veranderde er veel in de samenstelling van de band. John Cooper is het enige nog overgebleven bandlid van het eerste uur. De huidige band bestaat uit de leden:
- John Cooper (leadzanger, bassist)
- Korey Cooper (gitarist, keyboardspeler, achtergrondzangeres)
- Seth Morisson (gitarist)
- Jen Ledger (drummer, achtergrondzangeres)

## Populariteit in België en Nederland
Skillet stond op 1 juni 2013 op de EO-Jongerendag in GelreDome Arnhem. In november 2013 stonden ze in het voorprogramma van de Canadese rockband Nickelback; Op 18 november in de Amsterdamse Ziggo Dome en op 21 november in Vorst Nationaal in Brussel. Op 31 mei 2014 waren zij te zien op het FortaRock Festival in Nijmegen. Op 17 oktober 2014 stonden ze in Trix in Antwerpen en daags daarna in 013 in Tilburg. Op 8 november 2016 stonden ze opnieuw in een uitverkocht Trix in Antwerpen.
In 2016 stond Skillet op Pinkpop, Graspop Metal Meeting en in Tivoli te Utrecht met hun Unleashed World Tour.
2018: 22 juni in Utrecht
2019: 12 december in Tilburg. Victorious tour. 

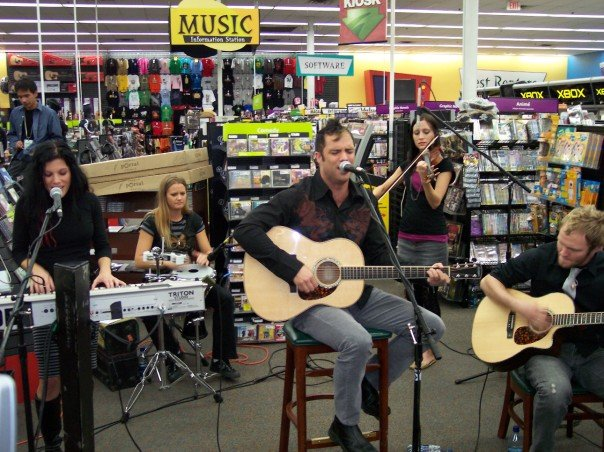
Skillet in 2006
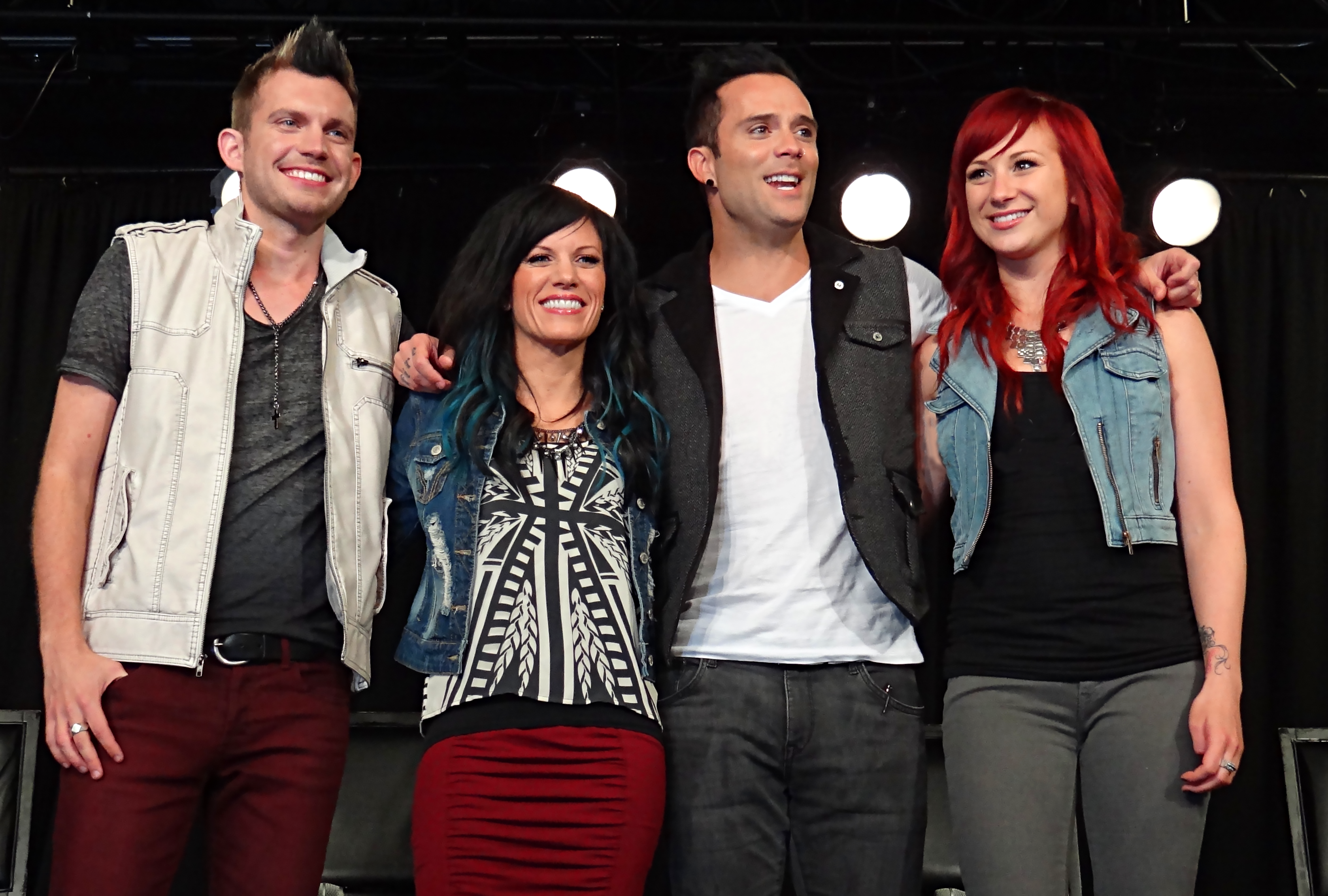
Skillet in 2013
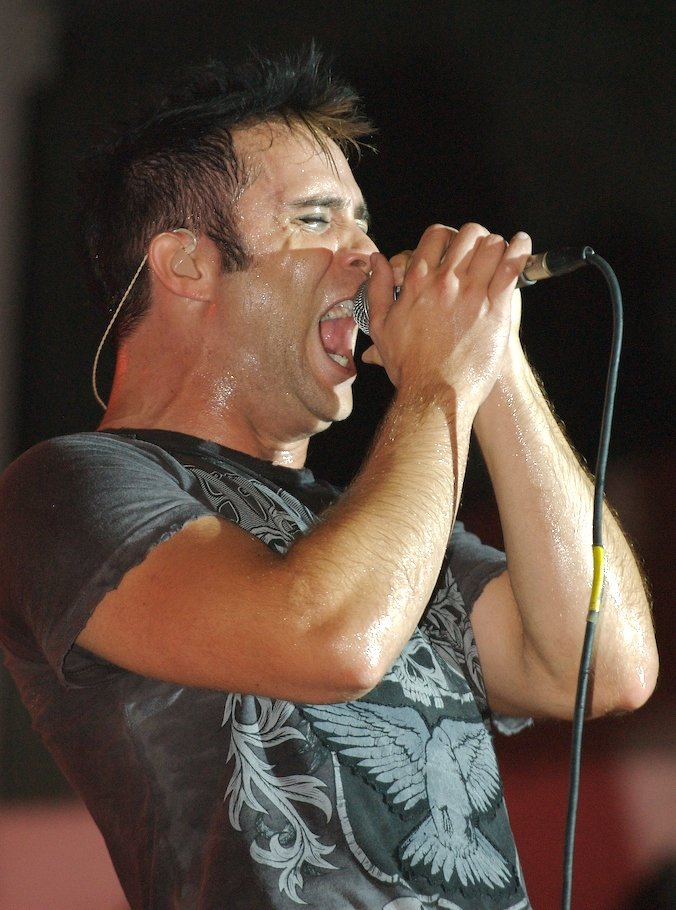
John Cooper

## Discografie

### Albums
| Album met eventuele hitnotering(en) in de Nederlandse Album Top 100 | Datum van verschijnen | Datum van binnenkomst | Hoogste positie | Aantal weken | Opmerkingen |
| ------------------------------------------------------------------- | --------------------- | --------------------- | --------------- | ------------ | ----------- |
| Skillet                                                             | 1996                  | 29 oktober 1996       |                 |              |             |
| Hey You, I Love Your Soul                                           | 1998                  | 21 april 1998         |                 |              |             |
| Invincible                                                          | 2000                  | 1 februari 2000       |                 |              |             |
| Ardent Worship                                                      | 2000                  | 29 september 2000     |                 |              |             |
| Alien Youth                                                         | 2001                  | 28 augustus 2001      |                 |              |             |
| Collide                                                             | 2003                  | 18 november 2003      |                 |              |             |
| Comatose                                                            | 2006                  | 3 oktober 2006        |                 |              |             |
| Comatose Comes Alive                                                | 2008                  | 21 oktober 2008       |                 |              |             |
| Awake                                                               | 2009                  | 25 augustus 2009      |                 |              |             |
| Rise                                                                | 2013                  | 25 juni 2013          |                 |              |             |
| Vital Signs                                                         | 2014                  | 10 oktober 2014       |                 |              |             |
| Unleashed                                                           | 2016                  | 5 augustus 2016       |                 |              |             |
| Unleashed Beyond                                                    | 2017                  | 17 november 2017      |                 |              |             |
| Victorious                                                          | 2019                  | 2 augustus 2019       |                 |              |             |
| Dominion                                                            | 2022                  | 2022                  |                 |              |             |